# Hipólito Yrigoyen (Misiones)

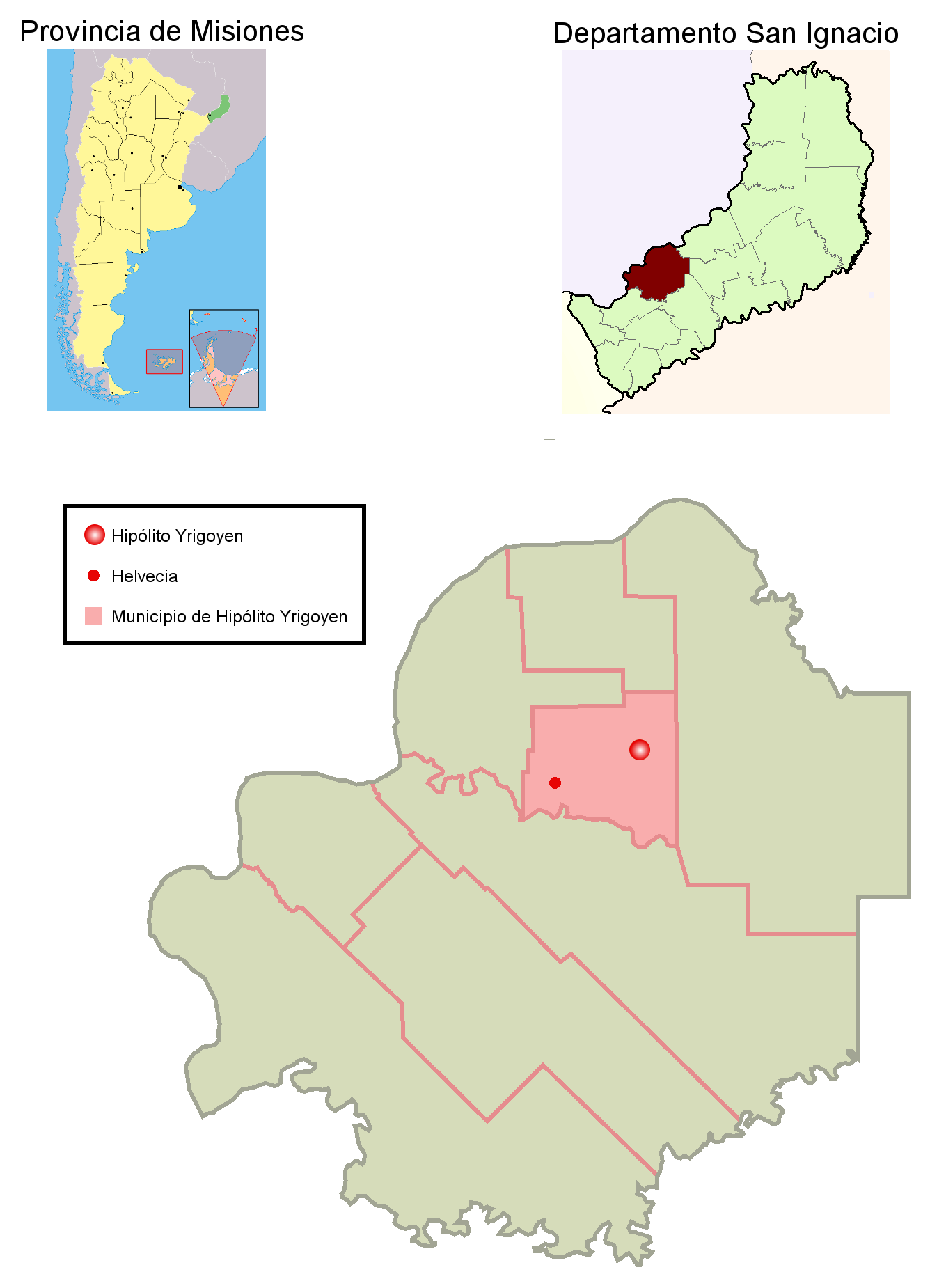
Área del municipio de Hipólito Yrigoyen en el departamento San Ignacio; el punto pequeño representa Barrio Eva Perón.

Hipólito Yrigoyen es una localidad y municipio argentino de la provincia de Misiones ubicado dentro del departamento San Ignacio. El pueblo es una delgada sucesión de casas ubicado a lo largo de tres caminos, uno es la ruta Nacional N.º. 12, el otro es una vía de 6 kilómetros que empieza y termina en la ruta Nacional N.º 12 (avenida San Martín), el otro corre perpendicular a las dos rutas anteriores (Avenida Belgrano). La ruta 12 (asfaltada) es su principal vía de comunicación, vinculándola al sudoeste con Santo Pipó y Posadas, y al nordeste con Jardín América, de la cual se encuentra a solamente 5 kilómetros.
El municipio fue creado en 1953. Su economía se centra en los cultivos tradicionales de la zona como yerba mate y tabaco, aunque están cobrando mayor importancia la forestación y el cultivo de cebolla.
Contaba con una población de 2187 habitantes en 2010, de los cuales 1271 residían en el aglomerado urbano. El Barrio Eva Perón es otro aglomerado urbano de la localidad, situado sobre la RN12 6 km al sudoeste de la villa principal.
El asentamiento principal se halla a lo largo de la vieja traza de la RN12, sobre la traza actual pavimentada en 1970 se urbanizó un pequeño sector.

## Parroquias de la Iglesia católica en Hipólito Yrigoyen
| Diócesis | Posadas     |
| -------- | ----------- |
| Vicaría  | Santa Elena |